# Anatoli Medennikov
Anatoli Medennikov (Russisch: Анатолий Меденников) (Sverdlovsk, 16 maart 1958) is een voormalig Russisch schaatser. Hij was gespecialiseerd op de sprint afstanden.
In 1978 eindigde Anatoli Medennikov op een knappe vijfde plaats tijdens het wereldkampioenschap voor junioren in Montreal. Bij de senioren heeft Medennikov in de vier volgende seizoenen eenmaal op het podium van een internationaal kampioenschap gestaan. In 1981 werd de Rus derde op het WK Sprint in Grenoble.
Hij nam in 1980 als vertegenwoordiger van de Sovjet-Unie deel aan de Olympische Winterspelen.

## Persoonlijke records
| Afstand    | Tijd    | Datum            | Baan  |
| ---------- | ------- | ---------------- | ----- |
| 500 meter  | 36,9    | 23 maart 1981    | Medeo |
| 1000 meter | 1.14,28 | 24 december 1982 | Medeo |
| 1500 meter | 1.58,10 | 27 december 1983 | Medeo |

## Resultaten
| Jaar | Olympische Spelen | WK Sprint | WK Junioren |
| ---- | ----------------- | --------- | ----------- |
| 1978 |                   |           | 5e          |
| 1979 |                   | 27e       |             |
| 1980 | 7e 500m 15e 1000m |           |             |
| 1981 |                   | Brons     |             |
| 1982 |                   | 32e       |             |

### Medaillespiegel
| Kampioenschap | Goud | Zilver | Brons |
| ------------- | ---- | ------ | ----- |
| WK Sprint     | 0    | 0      | 1     |